# Гуира-де-Мелена
Гуи́ра-де-Меле́на (исп. Güira de Melena) — муниципалитет и город в провинции Артемиса на Кубе. Основан в 1779 году.
Площадь составляет 178  км². Численность населения муниципалитета в 2004 году составляла 37 838 человек. Плотность населения — 212,6 человек на квадратный километр.
Муниципалитет Гуира-де-Мелена поделен на районы: Габриэль, Норте Пуэбло, Сибанакан, Сур Пуэбло, Тумбадеро и Турибокоа. 
Экономика территории основана на агропромышленном комплексе. Прежде всего на производстве и переработке табака. В городе расположено несколько табачных фабрик. Кроме табака, в районе выращивают картофель, бананы, ананасы, а также другие тропические фрукты и молочные продукты.

## Демография
Численность населения муниципалитета — 37 838 человек (по состоянию на 2004 год).